# Association libanaise pour le développement de la psychanalyse
L'Association libanaise pour le développement de la psychanalyse (ALDeP) est fondée en 2009, avec pour objectifs de promouvoir la pensée psychanalytique et d'organiser la formation de candidats psychanalystes.

## Histoire
La pratique de la psychanalyse s'implante au Liban dans les années 1970 avec des psychologues et des psychiatres intéressés par la pensée freudienne. La guerre civile libanaise de 1975 entrave quelque peu ce premier élan, sans empêcher les pionniers de poursuivre leurs activités cliniques et universitaires.
Quelques années après le début de la guerre, une première société psychanalytique, la Société libanaise de psychanalyse voit le jour. De cette société, se dégagent groupes et associations, dont l'Association libanaise pour le développement de la psychanalyse.

### Création de l'Association libanaise pour le développement de la psychanalyse
En mars 2009, cinq psychanalystes, Mona Charabaty, Wafica Kallassi, Marie-Thérèse Khair Badawi, Nagib Khouri et Maurice Khoury (rejoints plus tard par Mouzayan Osseiran), fondent l'Association libanaise pour le développement de la psychanalyse. Cette association est reconnue par l'État libanais le 26 mars 2009.
L'ALDeP adhère en tant que groupe d'étude à l'Association psychanalytique internationale (API) et à la Fédération européenne de psychanalyse en janvier 2010 ; elle devient société provisoire en juillet 2021,. Cette évolution porte l'expérience de trois décennies mouvementées dont les tenants et les aboutissants sont décrits dans un dossier sur la psychanalyse au Liban, publié dans la Revue française de Psychanalyse de mars 2021.

## Activités scientifiques et formation

### Activités scientifiques
Les activités scientifiques de l'ALDeP consistent en des séminaires, ateliers cliniques, conférences, rencontres et journées d'études. Les séminaires internes sont réservés aux psychanalystes en formation. D'autres séminaires et ateliers cliniques, ouverts, accueillent des psychanalystes et des psychothérapeutes intéressés par la psychanalyse, ainsi que par des sujets divers, alimentés par la réflexion psychanalytique.
Les conférences et rencontres, également ouvertes, sont destinées à un public plus large. Elles portent sur des sujets qui concernent directement la psychanalyse ou consistent en des rencontres autour d'ouvrages psychanalytiques et littéraires. En outre, et dans une perspective de dialogue, l'ALDeP inaugure depuis 2016 une série de débats avec des psychiatres et des thérapeutes d'approche non-analytique.
Les membres de l'ALDeP participent par ailleurs activement à des rencontres scientifiques extérieures à l'association, notamment au Congrès des psychanalystes de langue française et à ceux de l'API et de l'EPF.

### Formation
Comme pour tous les modèles de formation psychanalytique, la formation se base sur le triptyque : psychanalyse personnelle, cures supervisées et enseignement théorique et clinique. À l'ALDeP, le futur candidat doit effectuer, préalablement à la demande institutionnelle, une psychanalyse personnelle avec un membre de l’ALDeP ou d'une autre société membre de l’Association psychanalytique internationale. Il lui est ensuite demandé de conduire des psychanalyses supervisées et de suivre l’enseignement théorique et clinique de l'Association si sa candidature est acceptée. À l'issue de cette formation et après validation, il peut faire une démarche pour devenir membre de l’ALDeP.